# I Rest My Case
I Rest My Case é o quinto álbum de estúdio do rapper americano YoungBoy Never Broke Again. Foi lançado em 6 de janeiro de 2023, pelas gravadoras Never Broke Again e Motown. O álbum conta com a produção do engenheiro interno de YoungBoy, Jason "Cheese" Goldberg, ao lado de Tay Tay, D-Roc, Swiger Music, DJ Trebble, Khris James, DeCastro, Vinatge Rippah, Dmac, Getro, Kid Krazy, Powers Pleasant, TnTXD, Wayv e Yo Benji, além de vários outros produtores notáveis. Este é o primeiro projeto de estúdio de YoungBoy com a Motown desde que assinou com a gravadora em outubro de 2022, após a conclusão de seu contrato com a Atlantic Records no início daquele ano.

## Lançamento e Promoção
I Rest My Case foi anunciado pela primeira vez por YoungBoy Never Broke Again através de sua página oficial no Instagram em dezembro de 2022, onde ele afirmou que um álbum seria lançado em janeiro. Apesar de o álbum ter sido inicialmente intitulado Black, YoungBoy declarou em seu programa de rádio Amp que o nome do álbum seria alterado para I Rest My Case. Semanas depois, a gravadora de YoungBoy, Never Broke Again, revelou a arte da capa inicial do álbum; no entanto, ela recebeu reações negativas dos fãs. Dias depois, uma nova arte da capa foi anunciada.
Após o lançamento do álbum, YoungBoy apareceria na capa da revista Billboard's Power 100, na qual ele afirmou que essa mudança de aparência se devia ao seu desejo de mudar.

## Recepção crítica
| Críticas profissionais | Críticas profissionais |
| Avaliações da crítica  | Avaliações da crítica  |
| Fonte                  | Avaliação              |
| ---------------------- | ---------------------- |
| AllMusic               | [ 1 ]                  |
| Clash                  | 7/10                   |
| HipHopDX               | [ 2 ]                  |

I Rest My Case recebeu avaliações geralmente favoráveis dos críticos de música. Paul Simpson do AllMusic observou que YoungBoy "parece ser sua tentativa de entrar na tendência conhecida como rage". Ele concluiu sua crítica afirmando que, embora "não seja inteiramente tão desequilibrado quanto se poderia esperar de um álbum rage de YoungBoy, ainda é um passo em uma nova direção para ele." Robin Murray do Clash afirmou que "YoungBoy Never Broke Again é uma força implacável no trap americano". Continuando sua crítica, Murray observou que, "lidando com a paternidade e a responsabilidade, ele empurra sua energia quase punk em uma direção diferente." Concluindo sua análise, Murray escreveu: "Um álbum de progresso sutil, 'I Rest My Case' pode vir a ser sua obra definitiva."
Escrevendo para o HipHopDX, Nadine Smith escreve que "ele desenvolveu um som confiável, não exatamente country rap, mas com uma alma dolorosamente blues e frequentemente acompanhado por violão clássico". Isso foi seguido por ela afirmando que "é um estilo que ele faz bem, mas sua voz abrange um espectro mais amplo de timbres e emoções". Concluindo a crítica, Nadine observa que "dentro dessas 19 faixas, há um EP mais experimental, mas por causa das expectativas que YoungBoy estabeleceu para si mesmo, parece inchado para ter a duração de um álbum com o que poderiam ser facilmente sobras de sessões passadas", finalizando ao escrever: "A voz de YoungBoy apresenta um argumento convincente por si mesma, mas apertar o foco pode ajudar a fortalecer seu caso como artista."
Jason Lipshutz da Billboard afirmou que "YoungBoy geralmente se torna mais perspicaz e feroz a cada novo projeto, e I Rest My Case é um de seus trabalhos completos mais fortes até o momento."

## Desempenho comercial
I Rest My Case estreou em nono lugar na parada Billboard 200 dos EUA, conquistando 29.000 unidades equivalentes a álbum (incluindo 1.000 cópias em vendas puras de álbum) em sua primeira semana. O álbum também acumulou um total de 39,59 milhões de streams sob demanda das músicas do álbum.

## Lista de faixas
| Lista de faixas de "I Rest My Case" |                        |                                                                      |                                            |         |  |
| N.º                                 | Título                 | Compositor(es)                                                       | Produtor(es)                               | Duração |  |
| 1.                                  | "Top Girls"            | Kentrell Gaulden                                                     |                                            | 0:30    |  |
| 2.                                  | "Black"                | Malachi-Phree Jasiah Pate Powers Pleasant                            | Jasiah Kid Krazy Powers Pleasant           | 2:08    |  |
| 3.                                  | "Louie V"              | Gaulden                                                              | Ayo E Go Krazy Ism Star 9 Trvll            | 1:34    |  |
| 4.                                  | "Swag On Point"        | Gaulden Anton Simon Kunstmann Noah William Davis                     | AskMe Trebble                              | 2:28    |  |
| 5.                                  | "Bitch Yeah"           | Gaulden Timothy Link                                                 | Timmydahitman                              | 2:48    |  |
| 6.                                  | "Red"                  | Gaulden Tavian Dawson Carter Eliot Guillory                          | TayTayMadeIt Vintage Rippah                | 2:14    |  |
| 7.                                  | "Double Cup"           | Gaulden                                                              | Alec Jeff Beats Sinaki Beats Train         | 2:22    |  |
| 8.                                  | "Fight With My Sheets" | Gaulden Chase Wegley India Arie Williams Aidan Crotinger             | Chase Vibez India Got Them Beats Splitmind | 2:45    |  |
| 9.                                  | "Rage"                 | Gaulden Carter                                                       | TayTayMadeIt                               | 2:11    |  |
| 10.                                 | "Top Haters"           | Gaulden                                                              |                                            | 0:24    |  |
| 11.                                 | "Just Like Me"         | Gaulden Peter Gogola David McDowell Thomas Horton                    | Dat Boi Getro Dmac TnTXD                   | 2:47    |  |
| 12.                                 | "Ride Me"              | Gaulden                                                              | Scalez                                     | 1:52    |  |
| 13.                                 | "Not My Friend"        | Gaulden Trenton Kyle                                                 | TrentonxKyle                               | 3:00    |  |
| 14.                                 | "Mini Me"              | Gaulden Daniel Leburn Daniil Bukharin Gabriel DeCastro Joseph Nguyen | Dissan Drok Font King Fisher               | 1:56    |  |
| 15.                                 | "Clear"                | Gaulden Russell Brandon Jamal Zherdev Artem Evgenievich              | Bj Beatz Flowrency                         | 2:30    |  |
| 16.                                 | "I Love YB Skit"       | Gaulden                                                              |                                            | 0:19    |  |
| 17.                                 | "Groovy"               | Gaulden McDowell Horton Jaidyn Hullum                                | Dmac Jai Beats TnTXD                       | 3:10    |  |
| 18.                                 | "Same Thang"           | Gaulden Robert Joseph Swiger                                         | Swiger Music                               | 2:42    |  |
| 19.                                 | "Hey Pops"             | Gaulden Varlet Alejandro Font Belles Ryan Nerby                      | 1saused DeCastro Drok Figurez              | 2:06    |  |
| Duração total:                      | Duração total:         | Duração total:                                                       | Duração total:                             | 39:50   |  |

## Créditos
Créditos adaptados do Tidal.
- YoungBoy Never Broke Again – vocais (todas as faixas)
- Jason "Cheese" Goldberg – masterização, mixagem
- Khris "XO" James – engenharia de som

## Paradas
| Paradas (2023)                          | Posição de pico |
| --------------------------------------- | --------------- |
| Estados Unidos (Billboard 200)          | 9               |
| Estados Unidos (Top R&B/Hip Hop Albums) | 5               |